# Мішель Ру Молодший

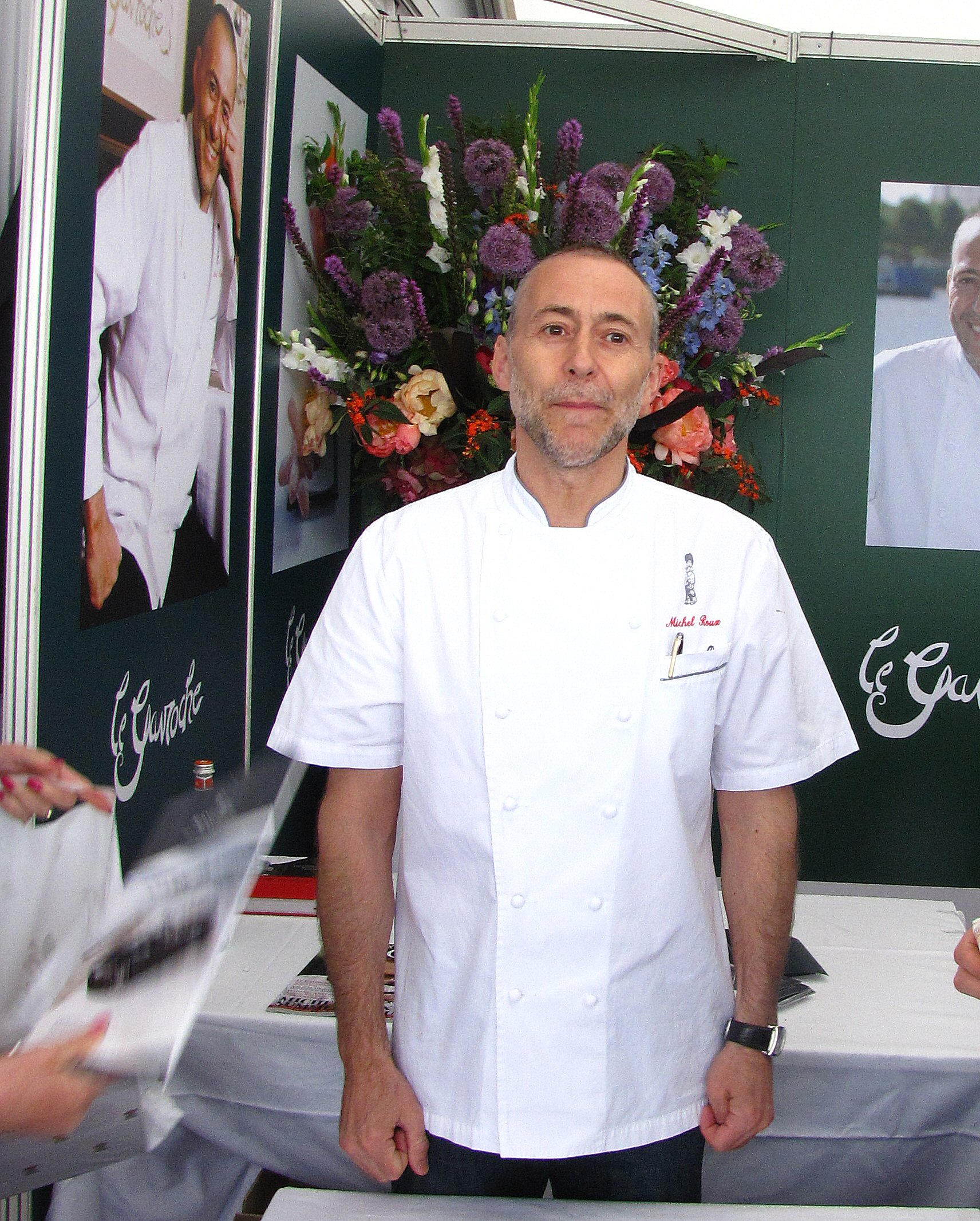
Мішель Ру Молодший

Мішель Альберт Ру фр. Michel Albert Roux, відомий як Мішель Ру Молодший (англ. Michel Roux Jr.); 23 травня 1960, Кент, Англія, Велика Британія) — відомий британський шеф-кухар й ресторатор французького походження. Представник родини Ру.

## Життєпис
Народився у селі Пембурі, графство Кент, в родині відомого ресторатора Альбера Ру. З дитинства він долучався до родинної справи. З 1979 до 1980 року працював у ресторані «Ле Гаврош» під головуванням свого батька. Після цього з 1980 до 1982 року проходив стажування в готелі й ресторані Міоней (Ріон-Альп, поблизу Ліона, Франція), що належить Алану Шапелю.
Після цього з 1982 до 1983 року проходив військову службу у Єлісейському палаці за часів президентів Жискара д'Естена та Франсуа Міттерана. По закінченню служби 2 місяці працював у закладі делікатесів Жерара Моту у Сен-Манде, потім ще 2 місяці у м'ясному магазині Ламартіна на вулиці Віктора Гюго. По поверненню до Лондона у 1983 році Мішель Ру вивчав бухгалтерський облік у Фінлі Роберсона. Потім він працював шеф-кухарем у ресторані «Танте Клер», що належить П'єру Кофману, та з жовтня по грудень 1983 — у Мандарин Готелі в Гонконзі.
З 1985 до 1990 року Мішель Ру працював у ресторанах братів Ру «ле Гаврош» та «Вотерсайд Інн». У 1993 році його батько — Альбер Ру — відійшов від справ. З цього часу й дотепер Мішель Ру Молодший очолює ресторан «Ле Гаврош».
З 2003 року Мішель Ру консультує Волбрук-клуб в 2003 року, а також ресторан Асоціацій. Водночас Мішель Ру Молодший написав декілька книг з кухарського мистецтва, які отримали премії. Часто виступає на телебаченні як кулінарний експерт.

## Родина
Дружина — Ґізель
Діти:
- Емелі